# Đinh (họ)
Đinh là một họ của người châu Á. Họ này có mặt ở Việt Nam, Triều Tiên (Hangul: 정, Romaja quốc ngữ: Jeong) và Trung Quốc (chữ Hán: 丁, Bính âm: Ding). Đây là họ của các vua nhà Đinh, một trong các triều đại phong kiến của Việt Nam. Trong danh sách Bách gia tính họ này đứng thứ 177, về mức độ phổ biến họ này xếp thứ 48 ở Trung Quốc theo thống kê năm 2007. Samuel C. C. Ting, nhà vật lý học người Mỹ gốc Hoa, khi chứng minh được sự tồn tại của meson J/ψ (một loại hạt cơ bản) đã đề nghị đặt tên hạt là J, J là chữ cái tiếng Latinh gần giống nhất với Hán tự 丁 (Đinh).
Ở Việt Nam, người họ Đinh tập trung khá nhiều ở Ninh Bình, nơi được coi là Trung tâm liên lạc họ Đinh Việt Nam với danh nhân Đinh Tiên Hoàng trong lịch sử.